# Bulldogs de Québec
Pour les articles homonymes, voir Bulldogs.
Le Club de hockey de Québec, surnommé les Bulldogs et appelé par la suite Club athlétique de Québec, est une équipe de hockey sur glace professionnelle située à Québec dans la province de Québec au Canada. Elle est une des premières équipes de l'histoire du hockey, évoluant entre 1890 et 1920. L'équipe remporte à deux reprises le trophée ultime d'Amérique du Nord, la Coupe Stanley en 1912 et 1913, étant menée lors des deux saisons par Joe Malone.
En 1917-1918, la direction de l'équipe aide à la création de la Ligue nationale de hockey mais le club ne joue qu'une seule saison en 1919-1920, finissant dernier de la ligue. La franchise devient par la suite les Tigers de Hamilton. La ville de Québec ne voit le retour d'une équipe de ligue majeure qu'en 1972 avec la création des Nordiques de Québec.

## Historique

### Les débuts
La première mention de l'équipe est faite dans le Daily Telegraph le 7 février 1880 ; dans le même numéro du journal, il est également annoncé que l'équipe doit aller jouer un match à Montréal dans le Victoria Skating Rink. Percy Myles est le premier président de l'équipe et Charles Miller le capitaine.
À l'époque, une des seules compétitions régulières qui a lieu se déroule lors du Carnaval d'hiver de Montréal ; en 1886, une épidémie de variole entraîne son annulation et les équipes de Montréal organisent alors un championnat de la ville pour déterminer la meilleure équipe. L'équipe de Québec joue une rencontre contre les champions, les Crystals de Montréal. À la suite de la blessure de Arthur Edward Scott, Québec demande à Montréal de retirer un joueur du jeu puis quitte la glace à la suite du refus des Crystals. Quand les équipes de Montréal se réunissent en décembre 1886 pour fonder la première ligue de hockey, l'Association de hockey amateur du Canada, l'équipe de Québec boycotte la réunion et  ne participe pas à cette date historique.
Ainsi, pendant que les équipes de Montréal ont leur championnat, les joueurs du club de hockey de Québec jouent quelques rencontres de temps en temps. Les matchs sont joués sur la glace du Quebec Skating Rink devant le Parlement de Québec près de la porte Saint-Louis et l'équipe affronte des clubs de Montréal, de Québec, comme le Victoria, mais aussi les Chebutos de Halifax en février 1889. Quelques jours plus tard, la démolition de la patinoire du club débute, cette dernière étant prévue d'être déménagée de l'autre côté de la rue, à l'entrée des Plaines d'Abraham.

### L'AHAC — 1889-1898

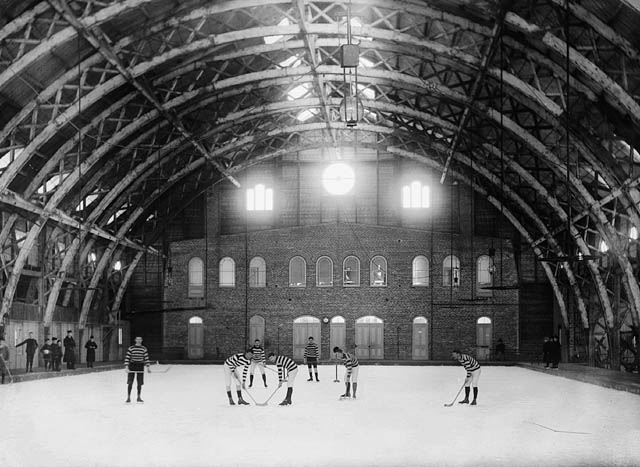
L'aréna Québec Skating Rink (1892-1918)

Le club de hockey de Québec fait officiellement ses débuts dans l'AHAC pour la saison 1889-1890 alors qu'ils n'ont pas de patinoire pour jouer. Des problèmes administratifs retardent le transfert de la patinoire et quand un collectif essaie de construire une patinoire provisoire, l'opération se solde par un échec lors de l'effondrement de la structure sous le poids de la neige en janvier 1890. L'équipe ne joue alors qu'une rencontre au cours de cette saison, une défaite 5-1 contre l'Association des athlètes amateurs de Montréal, et lors de la saison suivante, Québec lance un nouveau défi à l'AAA de Montréal mais déclare forfait le soir même de la rencontre. L'AHAC exclut ainsi Québec pour la fin de la saison.
Il sera ensuite relogé au troisième Québec Skating Rink sur les Plaines d'Abraham (1892) et à l'Aréna du Parc Victoria (1913) à Québec. Les Bulldogs rejoignent l'Association Nationale de Hockey en 1910 et la Ligue nationale de hockey en 1917.

### L'ANH — 1910-1917
À la suite de discordes entre les différents présidents des équipes de la ligue, l'ECAHA est dissoute et remplacée par l'Association canadienne de hockey avec Québec, Ottawa et trois équipes de Montréal mais dans le même temps l'Association nationale de hockey voit également le jour. Après quelques rencontres jouées par les différentes équipes de l'ACH, trois pour Québec et Ottawa et quatre pour les autres équipes, les dirigeants des deux ligues se rencontrent pour discuter du futur. Les dirigeants de l'ANH proposent uniquement à deux équipes de l'ACH de les rejoindre : Ottawa et les Shamrocks de Montréal. Les deux clubs changent alors de compétition ce qui met fin à la courte existence de l'ACH et Québec est laissé de côté sans même avoir été invité à la réunion ou avoir reçu une offre pour rejoindre l'ANH.
L'équipe de Québec aborde la saison 1911-1912 avec une volonté de changer son image d'équipe perdante — depuis 1905, l'équipe compte 19 victoires pour 42 défaites. Après un match de préparation qui se conclut sur le score de 23-3 pour Québec, le retour à la réalité est dur pour le club qui perd son match d'ouverture 9-5 contre les Wanderers et Moran est pris pour cible des critiques à l'issue du match. Le club aligne deux défaites lors des deux rencontres suivantes sur le score de 5-4. À la suite de ses mauvais débuts, le poste de capitaine est donné au jeune Joe Malone âgé de 21 ans. Le 17 janvier, l'équipe enchaîne une deuxième victoire de suite même si la partie, une victoire 5-4 contre les Wanderers, est entachée par l'expulsion de Moran. Un mois plus tard, le 14 février, Moran fait une nouvelle fois parler de lui. Alors que l'équipe est opposée aux Canadiens de Montréal, il reçoit un lancer puissant de Didier « Cannonball » Pitre au visage et reste inconscient un petit moment. Quand il revient à lui, le premier réflexe du portier québécois est de savoir s'il a réussi à arrêter le tir. Malgré un hématome au visage, Moran termine le match à sa place et ne concède qu'un but avant la fin du match pour la victoire 2-1 des siens.
Le 2 mars 1912, les équipes de Québec et d'Ottawa sont opposés dans le Dey's Arena d'Ottawa lors d'un match qui peut donner le titre aux joueurs locaux Ottawa en cas de victoires des « Sénateurs ». Ce sont eux qui prennent le devant rapidement dans le match en menant 2-0 mais Québec revient dans la partie avant la fin du deuxième tiers-temps par deux buts de Joe Hall et de Malone. À quelques minutes de la fin du match, Ottawa est devant en menant la partie sur le score de 5-4 mais Malone inscrit le but égalisateur à sept secondes de la fin du match. Le capitaine de Québec réalise la passe décisive pour le but de la victoire à Hall au cours de la cinquième période et Québec s'assure au minimum d'une égalité en tête du classement de l'ANH avec 10 victoires et huit défaites alors qu'Ottawa, dont la fiche est de 9 victoires et 8 défaites, a encore un match à jouer contre les Wanderers. Cette dernière rencontre tourne à l'avantage de l'équipe de Montréal, 5-2, et Québec remporte le Trophée O'Brien de la meilleure équipe de l'ANH mais également la Coupe Stanley.
Ils doivent défendre leur nouveau trophée peu après, contre les Victorias de Moncton. Le premier match a lieu le 11 mars 1912 et pour la première fois de l'histoire de la Coupe, la rencontre se joue avec six joueurs de chaque côté. Malone est affaibli par la grippe mais inscrit tout de même trois buts, alors que Jack McDonald en inscrit quatre de plus et Joe Hall deux ; Québec s'impose sur le score de 9-3. Le deuxième match tourne également à l'avantage des joueurs de Québec puisque Malone compte deux points, McDonald cinq et Walter Rooney un alors que l'équipe s'impose 8-0. Le portier de Québec, Paddy Moran, réalise le premier blanchissage de l'ère professionnelle de la Coupe Stanley.

### La LNH —1917-1919
Malheureusement, les fonds nécessaires au bon fonctionnement de l'équipe sont insuffisants et ils ne parviennent pas à participer aux deux premières saisons de la LNH. L'équipe de Québec doit finalement faire ses débuts dans la LNH au cours de la saison 1919-1920.
Le 7 janvier 1920, Joe Malone inscrit deux buts et devient par la même occasion le meilleur buteur en activité de la LNH avec cinquante-neuf buts. Quinze jours plus tard au cours d'une partie contre les St. Patricks de Toronto, Malone compte sept buts au cours d'une victoire 10-6 ; il devient alors le premier joueur à réaliser cette performance. L'équipe de Québec n'est pas à niveau de la LNH ne comptant que quatre victoires au cours du calendrier. Malone est le meilleur buteur de la LNH avec trente-neuf réalisations dont vingt-et-une lors des quatre succès.
Le 20 novembre 1920, la franchise est relocalisée à Hamilton en Ontario par la LNH, où ils deviennent les Tigers de Hamilton. Cinq ans plus tard, la franchise déménage une nouvelle fois pour devenir les Americans de New York.

### Identité de l'équipe
Pendant plus de 30 ans, l'équipe a été exclusivement appelée par son nom officiel : « Quebec Hockey Club » ou « Club de hockey de Québec » dans les quotidiens francophones. Le surnom « Bulldogs » de l'équipe vient de la mascotte porte-bonheur, un bouledogue présenté régulièrement aux joutes disputées à Québec vers 1911. Il est aussi aperçu sur les photos d'équipes des éditions gagnantes de la Coupe Stanley. Ce n'est qu'à sa seule saison dans la Ligue nationale de hockey (1919-1920) qu'il s'appellera légalement « Club Athlétique de Québec » (Quebec Athletic Club) mais les journaux continuent généralement de les identifier comme étant les « Bulldogs ».

## Statistiques

### Les débuts
| Saison    | Ligue | PJ | V | D | N | BP | BC |
| --------- | ----- | -- | - | - | - | -- | -- |
| 1879-1881 | -     | 3  | 2 | 1 | 0 | 7  | 7  |
| 1881-1882 | -     | 4  | 2 | 0 | 2 | 3  | 0  |
| 1882-1883 | -     | 4  | 0 | 1 | 3 | 3  | 4  |
| 1883-1885 | -     | 2  | 0 | 2 | 0 | 0  | 2  |
| 1885-1887 | -     | 3  | 1 | 1 | 1 | 5  | 3  |
| 1887-1888 | -     | 3  | 1 | 2 | 0 | 3  | 8  |
| 1888-1889 | -     | 1  | 0 | 1 | 0 | 2  | 3  |

### Dans l'AHAC
| Saison    | Ligue | PJ | V | D | N | BP | BC |
| --------- | ----- | -- | - | - | - | -- | -- |
| 1889-1890 | AHAC  | 1  | 0 | 1 | 0 | 1  | 5  |
| 1890-1891 | AHAC  | 1  | 0 | 1 | 0 | 0  | 0  |
| 1891-1892 | AHAC  | 2  | 0 | 2 | 0 | 3  | 6  |
| 1892-1893 | AHAC  | 8  | 2 | 5 | 1 | 23 | 46 |
| 1893-1894 | AHAC  | 8  | 5 | 3 | 0 | 26 | 27 |
| 1894-1895 | AHAC  | 7  | 2 | 5 | 0 | 18 | 27 |
| 1895-1896 | AHAC  | 8  | 4 | 4 | 0 | 23 | 23 |
| 1896-1897 | AHAC  | 8  | 2 | 6 | 0 | 22 | 46 |
| 1897-1898 | AHAC  | 8  | 2 | 6 | 0 | 29 | 35 |

### Dans la CAHL et l'ECAHA
| Saison    | Ligue | PJ | V | D | N | BP | BC  |
| --------- | ----- | -- | - | - | - | -- | --- |
| 1898-1899 | CAHL  | 8  | 0 | 8 | 0 | 12 | 31  |
| 1899-1900 | CAHL  | 8  | 2 | 6 | 0 | 33 | 52  |
| 1900-1901 | CAHL  | 8  | 1 | 7 | 0 | 21 | 42  |
| 1901-1902 | CAHL  | 8  | 4 | 4 | 0 | 26 | 34  |
| 1902-1903 | CAHL  | 7  | 3 | 4 | 0 | 30 | 46  |
| 1903-1904 | CAHL  | 8  | 7 | 1 | 0 | 50 | 37  |
| 1904-1905 | CAHL  | 10 | 8 | 2 | 0 | 78 | 45  |
| 1905-1906 | ECAHA | 10 | 3 | 7 | 0 | 57 | 70  |
| 1906-1907 | ECAHA | 10 | 2 | 8 | 0 | 62 | 88  |
| 1907-1908 | ECAHA | 10 | 5 | 5 | 0 | 81 | 74  |
| 1908-1909 | ECAHA | 12 | 3 | 9 | 0 | 78 | 106 |
| 1909-1910 | CHA   | 3  | 2 | 1 | 0 | 20 | 22  |

### Dans l'ANH puis dans la LNH
| Saison    | Ligue | PJ | V  | D  | N | BP  | BC  |
| --------- | ----- | -- | -- | -- | - | --- | --- |
| 1910-1911 | ANH   | 16 | 4  | 12 | 0 | 65  | 97  |
| 1911-1912 | ANH   | 18 | 10 | 8  | 0 | 81  | 79  |
| 1912-1913 | ANH   | 20 | 16 | 4  | 0 | 112 | 75  |
| 1913-1914 | ANH   | 20 | 12 | 8  | 0 | 111 | 73  |
| 1914-1915 | ANH   | 20 | 11 | 9  | 0 | 85  | 85  |
| 1915-1916 | ANH   | 24 | 10 | 12 | 2 | 91  | 98  |
| 1916-1917 | ANH   | 20 | 10 | 10 | 0 | 97  | 126 |
| 1919-1920 | LNH   | 24 | 4  | 20 | 0 | 91  | 177 |

## Personnalités célèbres

### Équipe championne 1912
- Gardiens de but : Paddy Moran et Joseph Savard
- Défenseurs : Jack Grannery, Joe Hall et George Prodgers
- Attaquants : George Carey, Georges Leonard, Joe Malone (capitaine), Jack Marks, Jack McDonald, Eddie Oatman et Walter Rooney
- Propriétaire : Philippe-Auguste Choquette
- Entraîneur : Charlie Nolan et Dave Beland

### Équipe championne 1913

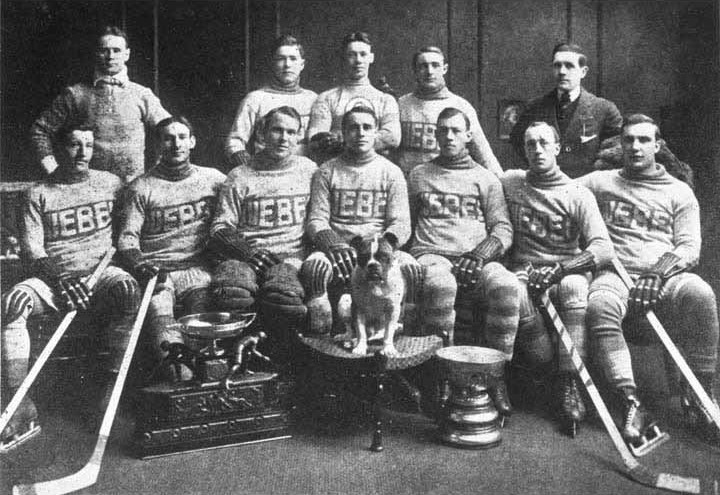
Photo d'équipe avec la Coupe Stanley en 1913.

- Gardiens de but : Paddy Moran et Joseph Savard
- Défenseurs : Joe Hall, Harry Mummery et James Power
- Attaquants : Rusty Crawford, Billy Creighton, Jeff Malone, Joe Malone (capitaine), Jack Marks, Walter Rooney, Tommy Smith
- Propriétaire : Philippe-Auguste Choquette

## Honneurs
Deux bannières commémoratives des victoires de la Coupe Stanley étaient présentes au Colisée Pepsi et, sont maintenant présentes , au Centre Vidéotron de Québec : 
- Bulldogs de Québec - Coupe Stanley 1912-13
- Bulldogs de Québec - Coupe Stanley 1911-12

De plus, une bannière commémorative pour le retrait du numéro 4 porté par Joe Malone
- 4 - Joe Malone - Bulldogs de Québec 1911-1917 et 1917-1920

Une statue est présente à la Place Jean-Béliveau à Québec. Joe Malone ou Phantom Joe, œuvre de Frédéric Laforge (2021) : elle représente le hockeyeur Joe Malone, « premier héros sportif de Québec » et capitaine des Bulldogs de Québec. Un bulldog se tient à ses côtés, rappelant ainsi la mascotte de l'équipe.

### Temple de la renommée du hockey
Cinq membres des équipes gagnantes des Bulldogs de la Coupe Stanley sont intronisés au Temple de la renommée du hockey. Il s'agit de Joe Hall, Paddy Moran, Joe Malone, Rusty Crawford et Tommy Smith.